# Gravsjön, Dalarna
Gravsjön är en sjö i Rättviks kommun i Dalarna och ingår i Dalälvens huvudavrinningsområde. Sjön har en area på 0,782 kvadratkilometer och ligger 232 meter över havet. Sjön avvattnas av vattendraget Kolningån (Marnäsån).

## Delavrinningsområde
Gravsjön ingår i det delavrinningsområde (676735-147931) som SMHI kallar för Inloppet i Mulassen. Medelhöjden är 263 meter över havet och ytan är 6,21 kvadratkilometer. Räknas de 3 avrinningsområdena uppströms in blir den ackumulerade arean 46,22 kvadratkilometer. Kolningån (Marnäsån) som avvattnar avrinningsområdet har biflödesordning 3, vilket innebär att vattnet flödar genom totalt 3 vattendrag innan det når havet efter 290 kilometer. Avrinningsområdet består mestadels av skog (77 procent). Avrinningsområdet har 0,78 kvadratkilometer vattenytor vilket ger det en sjöprocent på 12,6 procent.